# 小行星6897
小行星6897（英語：6897 Tabei）是一颗围绕太阳公转的小行星。1987年11月15日，安東寧·姆爾科斯在克列特发现了此天体。
这颗小行星的绝对星等为262.73323等。